# Levante militar de setembro de 1958 na Venezuela
O levante militar de 7 de setembro de 1958 na Venezuela foi um movimento contra a Junta de Governo do país presidida por Wolfgang Larrazábal, após o golpe de Estado de 23 de janeiro que depôs o ditador Marcos Pérez Jiménez. O levante não teve apoio suficiente e fracassou. Seus participantes foram submetidos à justiça militar e alguns pediram asilo em embaixadas.

## Antecedentes
Depois do golpe de Estado de 23 de janeiro de 1958 contra o ditador Marcos Pérez Jiménez e após sua saída do país, foi estabelecida na Venezuela uma Junta de Governo chefiada pelo contra-almirante Wolfgang Larrazábal. Em seus primeiros meses de governo, a Junta forma uma comissão para investigar a conduta dos oficiais da ditadura militar, que levou ao confisco do patrimônio de Pérez Jiménez. Os partidos políticos são legalizados, a convocação de eleições é anunciada e líderes políticos exilados retornam ao país. Em março foi nomeada a Comissão Redatora do Estatuto Eleitoral, composta por representantes de todas as forças políticas nacionais.

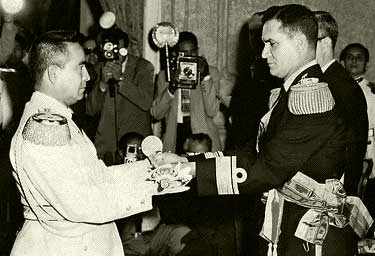
Jesús María Castro León e Wolfgang Larrazábal.

Durante este período, ocorreram conflitos internos dentro das Forças Armadas: um encabeçado pelo Coronel Hugo Trejo, que não ingressou na Junta de Governo apesar de ter sido um precursor na rebelião contra Marcos Pérez Jiménez, e outro pelo próprio ministro da Defesa, General Jesús María Castro León, que começou a discordar das decisões da Junta e defendeu um deslinde completo entre militares e civis. Hugo Trejo aceitou o cargo de embaixador da Venezuela na Costa Rica, mas Castro León continuou conspirando contra o governo.
Em 23 de julho, uma crise política começou quando o ministro da Defesa entregou uma série de condições solicitadas por cerca de uma centena de militares a Junta de Governo. Entre os pedidos estava a ilegalização novamente da Acción Democrática e do Partido Comunista da Venezuela, a censura à imprensa, o adiamento das eleições por três anos e a formação de um novo governo sob a tutela dos militares. Os estudantes e os partidos políticos opondo-se às petições, começaram as negociações e Castro León tomou a decisão de renunciar ao ministério para não colocar seus partidários em confronto contra os do governo, e no dia seguinte foi expulso do país junto com um grupo de oficiais adeptos.

## Levante
Em 7 de setembro de 1958, os tenentes-coronéis Juan de Dios Moncada Vidal e José Hely Mendoza Méndez lideraram um levante militar em Caracas. Os rebeldes apoderaram-se das instalações do Ministério da Defesa, do Destacamento de Polícia Militar n.º 2, localizado em frente ao Palácio de Miraflores e algumas estações de rádio. Contavam com o apoio da Guarda Nacional e da Polícia Militar de Caracas, mas acreditavam que seriam respaldados por outras guarnições e unidades militares, e esse apoio não era suficiente para o êxito do levante. Ao tomar conhecimento do levante militar, milhares de pessoas compareceram ao palácio presidencial para enfrentar a rebelião. Por sua vez, o Comitê Sindical Unificado Nacional anunciou uma greve geral por tempo indeterminado e a tomada das ruas de Caracas como resposta. Os confrontos aconteceram das 8 da manhã às 4 da tarde envolvendo civis, que entraram duas vezes no quartel da Polícia Militar, ponto estratégico para os rebeldes. A insurreição teve como saldo final 19 mortos e mais de 100 feridos.
O major Luis Alberto Vivas Ramírez, participante do levante, declarou que os rebeldes desejavam expressar solidariedade ao grupo de oficiais expulsos em julho, bem como sua rejeição à Junta de Governo, "porque estava conduzindo o país ao descalabro econômico e as Forças Armadas a divisão".

## Desfecho
A Junta de Governo agiu com mais severidade contra o levante do que contra os movimentos anteriores. Alguns dos rebeldes foram presos e submetidos à justiça militar, incluindo Mendoza Méndez, que foi julgado por rebelião. Outros militares buscaram refúgio em embaixadas.

## Nota
- Este artigo foi inicialmente traduzido, total ou parcialmente, do artigo da Wikipédia em castelhano cujo título é «Alzamiento militar de septiembre de 1958 en Venezuela».